# Jazztage Görlitz
Die Jazztage Görlitz sind ein seit 1996 jährlich stattfindendes Jazzfestival in der Stadt Görlitz in der Oberlausitz. Veranstalter des Festes ist der Kulturzuschlag e. V. Die Jazztage finden jährlich im Mai bzw. im Juni statt. Einer der zentralen Freiluftveranstaltungsorte ist seit mehreren Jahren der Fischmarkt in der südlichen Görlitzer Altstadt. Auch der Schwurgerichtssaal des Görlitzer Landgerichtes, das Theater und die Annenkapelle waren in den letzten Jahren Veranstaltungsorte. Einzelne Konzerte fanden auch in der Horkaer Wehrkirche und im Bad Muskauer Pückler-Park statt.
Den Auftakt jedes Jazztage-Jahrgangs bildet die Reihe Unerhörte Orte, bei der das Festival jedes Jahr an einem anderen ungewöhnlichen Ort eröffnet wird. Erstmals fand die Reihe Unerhörte Orte in der ehemaligen Hefefabrik in der Bautzener Straße 2003 statt.
| Jahrgang | Ort                                                  |
| -------- | ---------------------------------------------------- |
| 2003     | ehem. Hefefabrik, Bautzener Straße                   |
| 2004     | Volks- und Raiffeisenbank, Marienplatz               |
| 2005     | Industriebrache, Rauschwalder Straße                 |
| 2006     | Maschinenhaus, Landskronbrauerei                     |
| 2007     | Alter Hörsaal, Goethestraße                          |
| 2008     | Gewölbehalle, Finanzamt                              |
| 2009     | ehem. Maschinenbauhalle, Christoph-Lüders-Straße     |
| 2010     | ehem. Autohaus, Konsulstraße                         |
| 2011     | Turnhalle am Hirschwinkel                            |
| 2012     | Alte Montagehalle Waggonbau, Christoph-Lüders-Straße |
| 2013     | Biesnitzer Straße 81 (Hinterhaus)                    |

Dem Festival stand im Jahr 2010 und in den Vorjahren ein Budget von etwa 33.000 Euro zur Verfügung. Zu den Unterstützern des Festes zählen neben kleinen Firmen und Privatpersonen auch das Generalkonsulat der USA, das Polnische Institut Leipzig sowie Unternehmen der Region. Im Jahr 2010 besuchten rund 2000 Zuschauer das Festival.
Zu den bekanntesten Künstlern, die in den letzten Jahren auf dem Festival auftraten, gehören Karolina Glazer und Lucía Martínez im Jahr 2011, das LeipJazzig Orkester, die Nighthawks und Blowing Front 2010 sowie das Tingvall Trio und Grand Mother’s Funck 2009.